# Хаусвайлер
Хаусвайлер (нем. Hausweiler) — община в Германии, в земле Рейнланд-Пфальц. 
Входит в состав района Кузель. Подчиняется управлению Лаутереккен.  Население составляет 40 человек (на 31 декабря 2010 года). Занимает площадь 1,56 км².